# Food and Drug Administration
Управление по контролю качества пищевых продуктов и лекарственных средств или Управление по санитарному надзору за качеством пищевых продуктов и медикаментов (англ. Food and Drug Administration, FDA, USFDA, букв. «Управление еды и лекарств») — агентство Министерства здравоохранения и социальных служб США, один из федеральных исполнительных департаментов. Управление занимается контролем качества пищевых продуктов, лекарственных препаратов, косметических средств, табачных изделий и некоторых других категорий товаров, а также осуществляет контроль за соблюдением законодательства и стандартов в этой области.

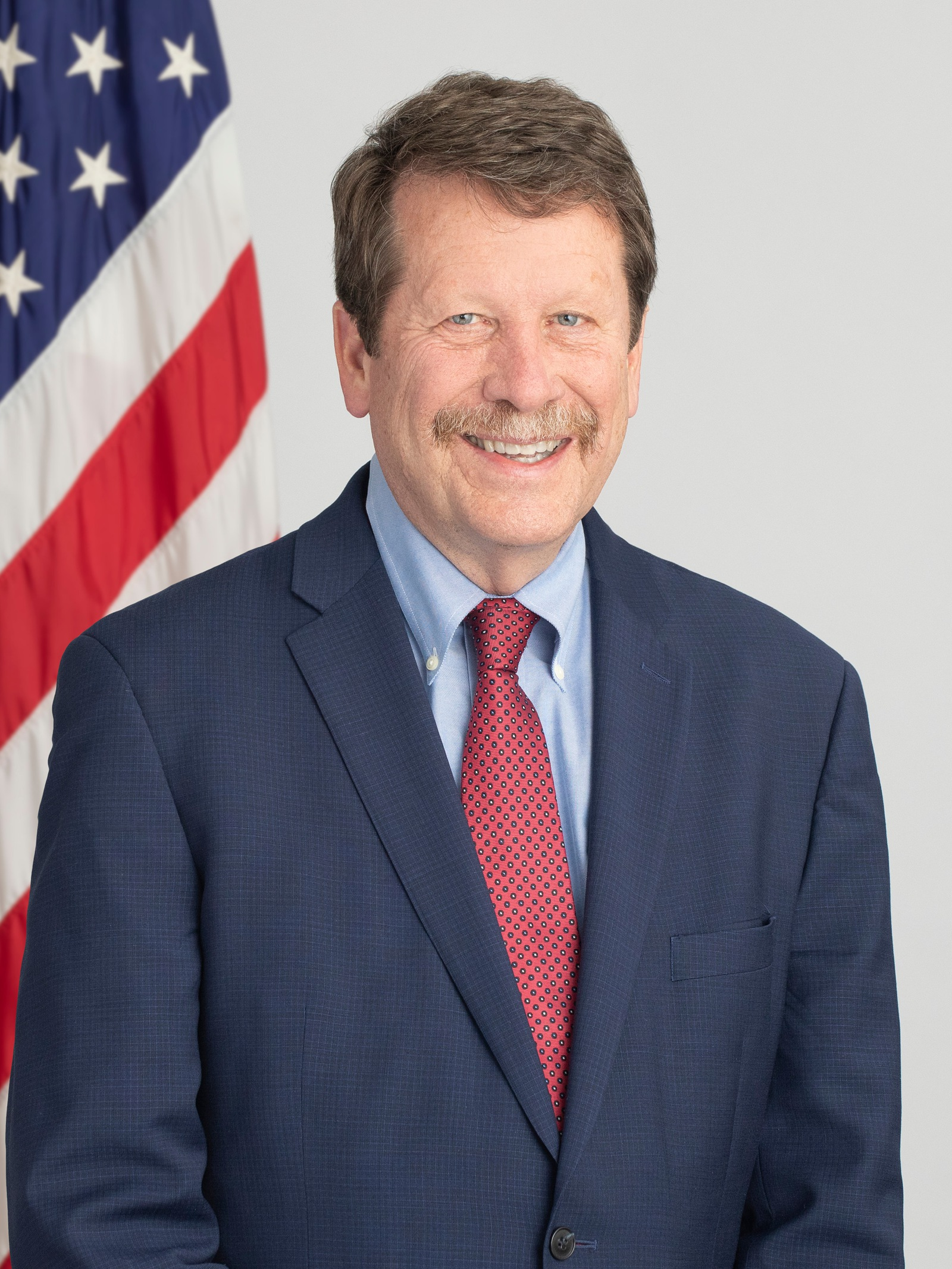
Роберт Калифф, руководитель Управления с 2022 года

Управление было создано в 1906 году в соответствии с Законом о пищевых продуктах и лекарствах, вначале называлось Bureau of Chemistry. Под настоящим названием работает с 1931 года.
Глава FDA предлагается президентом США и утверждается сенатом. Он подчиняется министру здравоохранения и социальных служб США.

## Функции
FDA отвечает за сохранение здоровья населения путём регулирования и надзора в области безопасности пищевых продуктов, табачных изделий, пищевых добавок, лекарств (как рецептурных так и безрецептурных), вакцин, медицинских устройств и ветеринарных препаратов. Также FDA контролирует исполнение некоторых законов, например, раздела 361 Закона об общественном здравоохранении и связанных с ними подзаконных актов. В задачи агентства входит контроль за соблюдением законодательных норм в области поддержания качества продуктов питания, лекарственных препаратов и косметических средств.

## Структура
Подчиненные FDA агентства:
- Центр оценки и исследований биологических препаратов;
- Центр приборов и радиологического здоровья;
- Центр оценки и исследований лекарств;
- Центр безопасности пищевых продуктов и прикладного питания;
- Центр Табачных Изделий;
- Центр ветеринарной медицины;
- Национальный центр токсикологических исследований;
- Управление уголовных расследований;
- Управление по вопросам регулирования.

### Критика
- 143 Sudden Deaths Did Not Stop Approval Архивная копия от 3 ноября 2012 на Wayback Machine // LATimes, 2000-12-20 (англ.)
- Statement Архивная копия от 4 марта 2016 на Wayback Machine of Larry D. Sasich, Pharm. D, M.P.H. And Sidney M. Wolfe, MD of Public Citizen’s Health Research Group on the Withdrawal of the Calcium Channel Blocker Mibefradil (Posicor) From the Market. (1998). Public Citizen, 1,2.

## История
Вплоть до XX века было мало федеральных законов, регулирующих содержание и продажу продуктов питания и фармацевтических препаратов, за одним исключением — Закон о короткоживущих вакцинах 1813 года. История Управления по санитарному надзору за качеством пищевых продуктов и медикаментов прослеживается до конца XIX века и Отдела химии Министерства сельского хозяйства США, позже его Бюро химии. Под руководством Харви Вашингтона Уайли, назначенного главным химиком в 1883 году, Отдел начал проводить исследования по фальсификации и неправильной маркировке продуктов питания и лекарств на американском рынке. Пропаганда Уайли возникла в то время, когда общественность была возбуждена опасностями на рынке из-за журналистов-разоблачителей, таких как Эптон Синклер, и стала частью общей тенденции к усилению федеральных правил в вопросах, имеющих отношение к общественной безопасности в Эру прогрессивизма. Закон о биологическом контроле 1902 года был введен в действие после того, как антитоксин дифтерии, полученный из заражённой столбняком сыворотки, был использован для производства вакцины, которая вызвала смерть тринадцати детей в Сент-Луисе, штат Миссури. Сыворотка была первоначально собрана от лошади по кличке Джим, которая заразилась столбняком.
В июне 1906 года президент Теодор Рузвельт подписал Закон о чистой пище и лекарствах 1906 года, также известный как «Закон Уайли» по имени его главного защитника. Закон запрещал, под страхом ареста товаров, межгосударственную перевозку продуктов питания, которые были «фальсифицированы». Закон применял аналогичные санкции к межгосударственному маркетингу «фальсифицированных» лекарств, в которых «стандарт силы, качества или чистоты» активного ингредиента не был четко указан на этикетке или указан в Фармакопее Соединенных Штатов или Национальном формуляре.
Ответственность за проверку продуктов питания и лекарств на предмет таких «фальсификаций» или «неправильной маркировки» была возложена на Химическое бюро Министерства сельского хозяйства США. Уайли использовал эти новые регулирующие полномочия для проведения агрессивной кампании против производителей пищевых продуктов с химическими добавками, но вскоре авторитет Химического бюро был проверен судебными решениями, которые узко определяли полномочия бюро и устанавливали высокие стандарты для доказательства мошеннических намерений. В 1927 году регуляторные полномочия Бюро химии были реорганизованы под новый орган Министерства сельского хозяйства США — Управление по контролю за продуктами, лекарствами и инсектицидами. Это название было сокращено до Управления по контролю за продуктами и лекарствами (FDA) три года спустя.
К 1930-м годам журналисты-разоблачители, организации по защите прав потребителей и федеральные регуляторы начали кампанию за усиление регулирующих органов, обнародовав список вредных продуктов, которые были признаны допустимыми в соответствии с законом 1906 года, включая радиоактивные напитки, тушь для ресниц, которая вызывала слепоту, и бесполезные «лекарства» от диабета и туберкулёза. В результате предложенный закон не смог пройти через Конгресс Соединенных Штатов в течение пяти лет, но был быстро принят в закон после общественного протеста по поводу трагедии 1937 года с эликсиром сульфаниламидом, в которой более 100 человек погибли после употребления препарата, приготовленного с токсичным, непроверенным растворителем.
Президент Франклин Делано Рузвельт подписал Федеральный закон о продуктах питания, лекарствах и косметике 24 июня 1938 года. Новый закон значительно расширил федеральные регулирующие полномочия в отношении лекарств, обязав проводить предрыночную проверку безопасности всех новых лекарств, а также запретив ложные терапевтические утверждения в маркировке лекарств, не требуя от FDA доказательства мошеннических намерений. Вскоре после принятия Закона 1938 года Управление по санитарному надзору за качеством пищевых продуктов и медикаментов начало определять некоторые лекарства как безопасные для использования только под наблюдением медицинского работника, а категория «отпускаемых только по рецепту» лекарств была надёжно кодифицирована в законе поправкой Дарема-Хамфри в 1951 году. Эти события подтвердили широкие полномочия FDA по обеспечению соблюдения постмаркетинговых отзывов неэффективных лекарств.
За пределами США препарат талидомид продавался для облегчения общей тошноты и утренней тошноты, но вызывал врожденные дефекты и даже смерть тысяч детей при приеме во время беременности. Американские матери в основном не пострадали, так как доктор Фрэнсис Олдхэм Келси из FDA отказалась разрешить выпуск препарата на рынок. В 1962 году была принята поправка Кефаувера-Харриса к Закону о продуктах питания, лекарствах и косметике, которая представляла собой «революцию» в регулирующем органе FDA. Наиболее важным изменением стало требование о том, чтобы все новые заявки на лекарственные препараты демонстрировали «существенные доказательства» эффективности препарата по рыночным показаниям, в дополнение к существующему требованию о предмаркетинговой демонстрации безопасности. Это ознаменовало начало процесса утверждения FDA в его современной форме.
Эти реформы привели к увеличению времени и трудностей, необходимых для вывода препарата на рынок. Одним из наиболее важных законов в создании современного американского фармацевтического рынка был Закон 1984 года о конкуренции цен на лекарства и восстановлении патентных сроков, более известный как «Закон Хэтча-Ваксмана» по имени его главных спонсоров. Закон расширил условия патентной исключительности новых лекарств и частично привязал эти продления к продолжительности процесса утверждения FDA для каждого отдельного препарата. Для производителей дженериков Закон создал новый механизм одобрения, Сокращенная заявка на новое лекарственное средство (АНДА), в котором производителю дженериков нужно только продемонстрировать, что их дженерическая рецептура имеет тот же активный ингредиент, способ введения, лекарственную форму, силу и фармакокинетические свойства («биоэквивалентность»), что и соответствующий фирменный препарат. Этот акт был приписан, по сути, созданию современной индустрии генерических лекарств.
В начале эпидемии СПИДа на первый план вышли опасения по поводу длительности процесса утверждения лекарств. В середине и конце 1980-х годов ACT-UP и другие организации активистов борьбы с ВИЧ обвинили FDA в неоправданной задержке утверждения лекарств для борьбы с ВИЧ и оппортунистическими инфекциями. Отчасти в ответ на эти критические замечания FDA выпустило новые правила для ускорения утверждения лекарств от опасных для жизни заболеваний и расширило предварительный доступ к лекарствам для пациентов с ограниченными возможностями лечения. Все первоначальные препараты, одобренные для лечения ВИЧ/СПИДа, были одобрены с помощью этих ускоренных механизмов одобрения. Фрэнк Янг, тогдашний комиссар FDA, стояла за Планом действий Фазы II, созданным в августе 1987 года для более быстрого утверждения лекарств от СПИДа.
В двух случаях правительства штатов пытались легализовать лекарства, которые не были одобрены FDA. В соответствии с теорией, что федеральный закон, принятый в соответствии с конституционной властью, отменяет противоречащие законы штатов, федеральные власти все ещё претендуют на полномочия изымать, арестовывать и преследовать в судебном порядке за хранение и продажу этих веществ, даже в тех штатах, где они законны в соответствии с законодательством штата. Первой волной стала легализация 27 штатов лаэтрила в конце 1970-х годов. Этот препарат использовался для лечения рака, но научные исследования как до, так и после этого законодательного направления обнаружили его неэффективность. Вторая волна касалась медицинской марихуаны в 1990-х и 2000-х годах. Хотя Вирджиния приняла закон, разрешающий врачам рекомендовать каннабис при глаукоме или побочных эффектах химиотерапии, более широкое распространение эта тенденция получила в Калифорнии с принятием Закона о сострадательном употреблении 1996 года.

## Реформы XXI века

### Инициатива «Критический путь»
Инициатива «Критический путь» — это усилия FDA по стимулированию и содействию национальным усилиям по модернизации наук, с помощью которых разрабатываются, оцениваются и производятся продукты, регулируемые FDA. Эта инициатива была начата в марте 2004 года, когда был опубликован доклад под названием «Инновации/стагнация: вызов и возможности на критическом пути к новым медицинским продуктам».

### Права пациентов на доступ к неутвержденным лекарственным средствам
Программа сострадательных исследований новых наркотиков была создана после того, как суд в иске «Рэндалл против США» вынес решение в пользу Роберта К. Рэндалла в 1978 году, создав программу для медицинской марихуаны.
Судебный процесс 2006 года, Abigail Alliance v. von Eschenbach, вынудил бы радикальные изменения в регулировании FDA неутвержденных лекарств. Abigail Alliance утверждал, что Управление по санитарному надзору за качеством пищевых продуктов и медикаментов должно лицензировать лекарства для использования неизлечимо больными пациентами с «отчаянными диагнозами» после завершения Первой фазы тестирования. Дело выиграло первоначальную апелляцию в мае 2006 года, но это решение было отменено повторным слушанием в марте 2007 года. Верховный суд США отказался рассматривать это дело, и окончательное решение отрицало существование права на неутвержденные лекарства.
Критики регуляторной власти FDA утверждают, что FDA занимает слишком много времени, чтобы одобрить лекарства, которые могли бы облегчить боль и страдания человека быстрее, если бы они были выведены на рынок раньше. Кризис СПИДа вызвал определённые политические усилия по упорядочению процесса утверждения. Однако эти ограниченные реформы были нацелены на лекарства от СПИДа, а не на более широкий рынок. Это привело к призыву к более прочным и прочным реформам, которые позволили бы пациентам под присмотром их врачей получить доступ к лекарствам, прошедшим первый раунд клинических испытаний.

### Постмаркетинговый мониторинг безопасности лекарственных средств
Широко разрекламированный отзыв Vioxx, нестероидного противовоспалительного препарата (НПВП), который в настоящее время, по оценкам, способствовал смертельным сердечным приступам у тысяч американцев, сыграл важную роль в стимулировании новой волны реформ безопасности как на законодательном, так и на законодательном уровнях FDA. Vioxx был одобрен FDA в 1999 году и первоначально считался более безопасным, чем предыдущие НПВП, из-за снижения риска кровотечений из желудочно-кишечного тракта. Однако ряд пред — и постмаркетинговых исследований предположил, что Vioxx может увеличить риск инфаркта миокарда, и это было убедительно продемонстрировано результатами исследования APPROVe в 2004 году.
Столкнувшись с многочисленными судебными исками, производитель добровольно отозвал его с рынка. Пример Vioxx был заметен в продолжающихся дебатах о том, следует ли оценивать новые лекарства на основе их абсолютной безопасности или их безопасности относительно существующих методов лечения данного состояния. После отзыва Vioxx крупнейшие газеты, медицинские журналы, организации по защите прав потребителей, законодатели и чиновники FDA широко призывали к реформированию процедур FDA для регулирования безопасности лекарств до и после рынка.
В 2006 году Институт медицины назначил комитет Конгресса для пересмотра правил фармацевтической безопасности в США и выработки рекомендаций по их совершенствованию. Комитет состоял из 16 экспертов, включая лидеров в области клинической медицины, медицинских исследований, экономики, биостатистики, права, государственной политики, общественного здравоохранения и смежных медицинских профессий, а также нынешних и бывших руководителей фармацевтической, больничной и страховой отраслей. Авторы обнаружили серьёзные недостатки в действующей системе FDA по обеспечению безопасности лекарственных средств на американском рынке. В целом авторы призывали к увеличению регулирующих полномочий, финансирования и независимости FDA. Некоторые рекомендации комитета были включены в проекты поправки PDUFA IV, которая была подписана в качестве закона о поправках к Управлению по контролю за продуктами и лекарствами 2007 года.
По состоянию на 2011 год были разработаны Планы действий по минимизации рисков (RiskMAPS) для обеспечения того, чтобы риски лекарственного средства никогда не перевешивали преимущества этого препарата в постмаркетинговый период. Эта программа требует, чтобы производители разрабатывали и проводили периодические оценки эффективности своих программ. Планы действий по минимизации риска устанавливаются в зависимости от общего уровня риска, который отпускаемый по рецепту препарат может представлять для населения.

### Педиатрическое тестирование лекарств
До 1990-х годов только 20 % всех лекарств, назначаемых детям в Соединенных Штатах, были проверены на безопасность или эффективность в педиатрической популяции. Это стало главной заботой педиатров по мере накопления данных о том, что физиологическая реакция детей на многие лекарственные препараты существенно отличается от воздействия этих препаратов на взрослых. Дети по-разному реагируют на лекарства по многим причинам, включая размер, вес и т. д. Было несколько причин, по которым мало медицинских исследований проводилось с детьми. Для многих лекарств дети составляют столь малую долю потенциального рынка, что производители лекарств не считают такое тестирование экономически эффективным.
Кроме того, поскольку считалось, что дети этически ограничены в своей способности давать информированное согласие, возросли государственные и институциональные препятствия для одобрения этих клинических испытаний, а также возросли опасения по поводу юридической ответственности. Таким образом, в течение десятилетий большинство лекарств, назначаемых детям в США, делалось не одобренным FDA, «вне этикетки», с дозировками, «экстраполированными» из данных взрослых с помощью расчета массы тела и площади поверхности тела.
Первой попыткой Управления по санитарному надзору за качеством пищевых продуктов и медикаментов решить эту проблему было Окончательное правило Управления по санитарному надзору за качеством пищевых продуктов и медикаментов 1994 года о педиатрической маркировке и экстраполяции, которое позволяло производителям добавлять информацию о педиатрической маркировке, но требовало, чтобы лекарства, которые не были протестированы на педиатрическую безопасность и эффективность, содержали отказ от ответственности на этот счет. Однако это правило не смогло побудить многие фармацевтические компании проводить дополнительные испытания педиатрических препаратов. В 1997 году Управление по санитарному надзору за качеством пищевых продуктов и медикаментов предложило правило требовать проведения испытаний педиатрических лекарств от спонсоров новых применений лекарств. Однако это новое правило было успешно отменено в федеральном суде как превышающее уставные полномочия FDA.
В то время как эти дебаты разворачивались, Конгресс использовал Закон о модернизации Управления по контролю за продуктами и лекарствами 1997 года, чтобы принять стимулы, которые дали фармацевтическим производителям шестимесячное продление срока действия патентов на новые лекарства, представленные с данными педиатрических исследований. Закон о лучших фармацевтических препаратах для детей 2007 года вновь утвердил эти положения и позволил FDA запросить спонсируемое NIH тестирование для тестирования педиатрических лекарств, хотя эти запросы подпадают под ограничения финансирования NIH. В Законе о справедливости в педиатрических исследованиях 2003 года Конгресс кодифицировал полномочия FDA санкционировать спонсируемые производителями педиатрические испытания некоторых лекарств в качестве «последнего средства», если стимулы и механизмы государственного финансирования окажутся недостаточными.

### Ваучер приоритетного обзора (PRV)
Ваучер приоритетного обзора — это положение Закона о поправках к Управлению по контролю за продуктами питания и лекарствами 2007 года, которое присуждает передаваемый «ваучер приоритетного обзора» любой компании, получившей одобрение на лечение забытых тропических заболеваний. Эта система была впервые предложена преподавателями Дьюкского университета Дэвидом Ридли, Генри Грабовски и Джеффри Мо в их статье 2006 года «Разработка лекарств для развивающихся стран». Президент Обама подписал Закон о безопасности и инновациях Управления по контролю за продуктами и лекарствами 2012 года, который продлил действие разрешения до 2017 года.

### Правила для генерических биопрепаратов
С 1990-х годов многие успешные новые лекарства для лечения рака, аутоиммунных заболеваний и других состояний были биотехнологическими препаратами на основе белка, регулируемыми Центром оценки и исследований биологических препаратов. Многие из этих препаратов чрезвычайно дороги; например, противораковый препарат Авастин стоит 55 000 долларов за год лечения, в то время как препарат ферментной заместительной терапии Церезим стоит 200 000 долларов в год и должен приниматься пациентами с болезнью Гоше пожизненно.
Биотехнологические препараты не имеют простой, легко поддающейся проверке химической структуры обычных лекарств и производятся с помощью сложных, часто запатентованных методов, таких как трансгенные культуры клеток млекопитающих. Из-за этих сложностей Закон Хэтча-Ваксмана 1984 года не включал биологические препараты в Сокращенный процесс применения новых лекарств (АНДА). Это исключало возможность конкуренции дженериков за биотехнологические препараты. В феврале 2007 года идентичные законопроекты были внесены в Палату представителей для создания процесса АНДА для утверждения генерических биологических препаратов, но не были приняты.

### Мобильные медицинские приложения
В 2013 году было выпущено руководство по регулированию мобильных медицинских приложений и защите пользователей от их непреднамеренного использования. Это руководство различает приложения, подлежащие регулированию на основе маркетинговых требований приложений. Включение руководящих принципов на этапе разработки этих приложений было предложено для ускоренного выхода на рынок и очистки.

## Регуляторные программы

### Аварийные разрешения (EUA)
Разрешение на чрезвычайное использование (EUA) - это механизм, созданный для облегчения доступности и использования медицинских контрмер, включая вакцины, во время чрезвычайных ситуаций в области общественного здравоохранения, таких как пандемия COVID-19.

### Нормативные документы
Программы регулирования безопасности широко варьируются в зависимости от типа продукта, его потенциальных рисков и предоставленных агентству регулирующих полномочий. Например, FDA регулирует почти все аспекты отпускаемых по рецепту лекарств, включая тестирование, производство, маркировку, рекламу, маркетинг, эффективность и безопасность — однако регулирование FDA косметики фокусируется в первую очередь на маркировке и безопасности. Управление по санитарному надзору за качеством пищевых продуктов и медикаментов регулирует большинство продуктов с помощью набора опубликованных стандартов, соблюдаемых скромным числом инспекций объектов. Инспекционные наблюдения документируются по форме 483.
В июне 2018 года Управление по санитарному надзору за качеством пищевых продуктов и медикаментов опубликовало заявление о новых руководящих принципах, призванных помочь производителям продуктов питания и лекарств "обеспечить защиту от потенциальных атак на продовольственные поставки США". Одно из новых руководящих принципов включает правило преднамеренной фальсификации (IA), которое требует от пищевой промышленности стратегий и процедур для снижения риска компрометации объектов и процессов, которые значительно уязвимы.
Управление по санитарному надзору за качеством пищевых продуктов и медикаментов также использует тактику регулятивного позора, главным образом через онлайн-публикацию несоответствий, предупреждающих писем и "позорных списков"." Регулирование путем позора обуздывает чувствительность фирм к репутационному ущербу. Например, в 2018 году агентство опубликовало онлайн - "черный список", в котором назвало десятки фирменных фармацевтических компаний, которые якобы используют незаконные или неэтичные средства, чтобы попытаться воспрепятствовать конкуренции со стороны компаний-производителей дженериков.
FDA часто сотрудничает с другими федеральными ведомствами, включая Министерство сельского хозяйства США, Управление по борьбе с наркотиками, Погранично-таможенная служба США и Комиссию по безопасности потребительских товаров. Они также часто сотрудничают с местными и государственными органами власти в проведении контрольных проверок и правоприменительных действий.

### Пищевые продукты и пищевые добавки
Регулирование пищевых продуктов и пищевых добавок Управлением по контролю за продуктами и лекарствами регулируется различными статутами, принятыми Конгрессом США и интерпретируемыми Управлением по санитарному надзору за качеством пищевых продуктов и медикаментов. В соответствии с Федеральным законом о пищевых продуктах, лекарствах и косметике и сопутствующим законодательством Управление по санитарному надзору за качеством пищевых продуктов и медикаментов имеет полномочия контролировать качество веществ, продаваемых в качестве пищевых продуктов в Соединенных Штатах, а также контролировать утверждения, сделанные в маркировке как состава, так и пользы для здоровья пищевых продуктов.
FDA подразделяет вещества, которые она регулирует как продукты питания, на различные категории — включая продукты питания, пищевые добавки, добавленные вещества (искусственные вещества, которые намеренно не вводятся в пищу, но тем не менее попадают в неё) и БАДы. Пищевые добавки или пищевые ингредиенты включают витамины, минералы, травы, аминокислоты и др. ферменты. Конкретные стандарты упражнения FDA отличаются от одной категории к другой. Кроме того, законодательство предоставило Управлению по санитарному надзору за качеством пищевых продуктов и медикаментов целый ряд средств для борьбы с нарушениями стандартов в отношении данной категории веществ.
В соответствии с Законом о здоровье и образовании пищевых добавок 1994 года (DSHEA) FDA несёт ответственность за обеспечение того, чтобы производители и дистрибьюторы пищевых добавок и пищевых ингредиентов соответствовали современным требованиям. Этим производителям и дистрибьюторам не разрешается рекламировать свою продукцию фальсифицированным способом, и они несут ответственность за оценку безопасности и маркировку своей продукции.
FDA имеет “Консультативный список ингредиентов пищевых добавок”, который включает ингредиенты, которые иногда появляются в пищевых добавках, но нуждаются в дальнейшей оценке. Ингредиент добавляется в этот список, когда он исключен из использования в пищевой добавке, не является одобренной пищевой добавкой или признан безопасным и/или подвергается требованию предварительного уведомления о продаже без удовлетворения требования.

#### "FDA-Одобрено" и "FDA-Принято в пищевой промышленности"
Управление по санитарному надзору за качеством пищевых продуктов и медикаментов не одобряет нанесение покрытий, используемых в пищевой промышленности. Не существует никакого процесса рассмотрения для утверждения состава антипригарных покрытий; также FDA не проверяет и не тестирует эти материалы. Однако, регулируя процессы, Управление по санитарному надзору за качеством пищевых продуктов и медикаментов имеет набор правил, которые охватывают разработку, производство и использование антипригарных покрытий. Следовательно, такие материалы, как политетрафторэтилен (тефлон), не являются и не могут считаться одобренными FDA, скорее они являются "Совместимыми с FDA" или "Приемлемыми FDA".

### Медицинские контрмеры (MCMs)
Медицинские контрмеры (MCMs) - это продукты, такие как биологические и фармацевтические препараты, которые могут защитить или лечить последствия для здоровья химической, биологической, радиологической или ядерной атаки (CBRN). MCMs также могут быть использованы для профилактики и диагностики симптомов, связанных с атаками или угрозами CBRN. Управление по санитарному надзору за качеством пищевых продуктов и медикаментов осуществляет программу под названием "Инициатива медицинских контрмер Управления по санитарному надзору за качеством пищевых продуктов и медикаментов" (MCMi), финансируемую федеральным правительством. Это помогает поддерживать "партнерские" агентства и организации в подготовке к чрезвычайным ситуациям в области общественного здравоохранения, которые могут потребовать MCMS.

### Лекарства
Центр оценки и исследований лекарственных средств использует различные требования к трем основным типам лекарственных средств: новые лекарственные средства, непатентованные лекарственные средства и безрецептурные лекарственные средства. Препарат считается "новым", если он изготовлен другим производителем, использует другие вспомогательные вещества или неактивные ингредиенты, используется для других целей или претерпевает какие-либо существенные изменения. Самые строгие требования предъявляются к новым молекулярным сущностям: лекарствам, не основанным на существующих лекарствах.

#### Новые лекарства
Новые лекарства проходят тщательную проверку перед утверждением FDA в процессе, называемом новым применением лекарств (NDA). При администрации Трампа агентство работало над тем, чтобы ускорить процесс утверждения лекарств. Критики, однако, утверждают, что стандарты FDA недостаточно строги, позволяя утверждать небезопасные или неэффективные лекарства. Новые лекарства доступны только по рецепту по умолчанию. Изменение статуса безрецептурного (over-the-counter) - это отдельный процесс, и сначала препарат должен быть одобрен через NDA. Препарат, который одобрен, считается "безопасным и эффективным при использовании по назначению".
Очень редкие ограниченные исключения из этого многоступенчатого процесса, включающего тестирование на животных и контролируемые клинические испытания, могут быть предоставлены из сострадательных протоколов использования. Так было во время эпидемии Эболы 2015 года с использованием, по рецепту и разрешению, ZMapp и других экспериментальных методов лечения, а также новых лекарств, которые могут быть использованы для лечения изнурительных и/или очень редких состояний, для которых никакие существующие средства или лекарства не являются удовлетворительными или где не было прогресса в течение длительного периода времени. Исследования постепенно удлиняются, постепенно добавляя больше людей по мере продвижения от стадии I к стадии III, обычно в течение нескольких лет, и обычно включают фармацевтические компании, правительство и его лаборатории, а также часто медицинские школы, больницы и клиники. Тем не менее, любые исключения из вышеупомянутого процесса подлежат строгому рассмотрению, тщательному изучению и условиям и даются только в том случае, если значительный объём исследований и, по крайней мере, некоторые предварительные испытания на людях показали, что они считаются в некоторой степени безопасными и, возможно, эффективными.

#### Реклама и продвижение
Управление по продвижению рецептурных лекарств FDA рассматривает и регулирует рекламу и продвижение рецептурных лекарств посредством надзорной деятельности и выдачи принудительных писем фармацевтическим производителям. Реклама и продвижение безрецептурных лекарств регулируется Федеральной торговой комиссией. FDA также уполномочивает сторонние фирмы-правоприменители участвовать в некотором регулирующем надзоре, например, FDA ожидает, что фармацевтические компании будут следить за тем, чтобы сторонние поставщики и лаборатории соблюдали руководящие принципы агентства по охране здоровья и безопасности.
Положение о рекламе лекарственных средств содержит два широких требования: (1) компания может рекламировать или продвигать лекарственное средство только по конкретному показанию или медицинскому применению, для которого оно было одобрено FDA. Кроме того, реклама должна содержать "справедливый баланс" между преимуществами и рисками (побочными эффектами) препарата.
Термин off-label относится к использованию лекарств по показаниям, отличным от тех, которые одобрены FDA.

#### Пострыночный надзор за безопасностью
После утверждения NDA спонсор должен затем рассмотреть и сообщить FDA о каждом неблагоприятном опыте приема лекарств у пациента, о котором он узнает. Они должны сообщать о неожиданных серьёзных и смертельных побочных эффектах лекарств в течение 15 дней, а также о других событиях ежеквартально. Управление по санитарному надзору за качеством пищевых продуктов и медикаментов также получает прямые сообщения о побочных эффектах лекарств через свою программу MedWatch. Эти отчеты называются "спонтанными отчетами", потому что отчетность потребителей и медицинских работников является добровольной.
Хотя это остается основным инструментом пострыночного надзора за безопасностью, требования FDA к постмаркетинговому управлению рисками растут. В качестве условия одобрения спонсору может потребоваться провести дополнительные клинические исследования, называемые испытаниями IV фазы. В некоторых случаях FDA требует планов управления рисками, называемых Стратегиями оценки рисков и смягчения последствий (REMS) для некоторых лекарств, которые требуют принятия мер для обеспечения безопасного использования препарата. Например, талидомид может вызывать врожденные дефекты, но имеет применение, которое перевешивает риски, если мужчины и женщины, принимающие лекарства, не зачинают ребёнка; программа REMS для талидомида предписывает проверяемый процесс, чтобы гарантировать, что люди, принимающие препарат, принимают меры, чтобы избежать беременности; многие опиоидные препараты имеют программы REMS, чтобы избежать зависимости и утечки наркотиков.

#### Дженерики
Дженерики - это химические и терапевтические эквиваленты фирменных лекарств, срок действия патентов на которые истек. Одобренные дженерики должны иметь одинаковую дозировку, безопасность, эффективность, прочность, стабильность и качество, а также способ введения. В целом они дешевле своих фирменных аналогов, производятся и продаются конкурирующими компаниями и в 1990-е годы составляли около трети всех рецептов, выписанных в США. Чтобы фармацевтическая компания получила разрешение на производство дженерика, FDA требует научных доказательств того, что дженерик взаимозаменяем или терапевтически эквивалентен первоначально одобренному препарату. Это называется Сокращенным процессом применения новых лекарств (АНДА). По состоянию на 2012 год 80% всех одобренных FDA лекарств доступны в генерической форме.

#### Скандал с дженериками
В 1989 году разразился крупный скандал, связанный с процедурами, используемыми FDA для утверждения дженериков для продажи населению. Обвинения в коррупции при одобрении дженериков впервые появились в 1988 году в ходе обширного расследования Конгресса в отношении FDA. Подкомитет по надзору Комитета по энергетике и торговле Палаты представителей Соединенных Штатов был создан в результате жалобы, поданной против FDA компанией Mylan Laboratories Inc. из Питтсбурга. Когда его применение для производства дженериков было подвергнуто неоднократным задержкам со стороны Управления по санитарному надзору за качеством пищевых продуктов и медикаментов, Mylan Laboratories Inc., убежденная в том, что он подвергается дискриминации, вскоре начала собственное частное расследование агентства в 1987 году. В конце концов Mylan подала иск против двух бывших сотрудников FDA и четырёх фармацевтических компаний, обвинив их в коррупции в федеральном агентстве, которая привела к рэкету и нарушению антимонопольного законодательства. "Порядок утверждения новых дженериков был установлен сотрудниками FDA еще до того, как производители лекарств подали заявки", и, по словам представителей компании из Питтсбурга, эта незаконная процедура была применена для предоставления преференций определённым компаниям. Летом 1989 года три чиновника FDA (Чарльз Й.Чанг, Дэвид Дж. Бранкато, Уолтер Клетч) признали себя виновными по уголовным обвинениям в получении взяток от производителей дженериков, а две компании (Par Pharmaceutical и её дочерняя компания Quad Pharmaceuticals) признали себя виновными в даче взяток.
Кроме того, было обнаружено, что несколько производителей фальсифицировали данные, представленные при получении разрешения FDA на продажу некоторых непатентованных лекарств. Vitarine Pharmaceuticals of New York, которая добивалась одобрения дженерической версии препарата Диазид, лекарства от высокого кровяного давления, представила Диазид, а не его дженерическую версию, для испытаний FDA. В апреле 1989 года Управление по санитарному надзору за качеством пищевых продуктов и медикаментов исследовало 11 производителей на предмет нарушений, а затем довело это число до 13. Десятки лекарств были в конечном итоге приостановлены или отозваны производителями. В начале 1990-х годов Комиссия по ценным бумагам и биржам США предъявила обвинения в мошенничестве с ценными бумагами фармацевтической компании "Болар", крупному производителю дженериков, базирующемуся на Лонг-Айленде, штат Нью-Йорк.

#### Безрецептурные лекарства
Внебиржевые (безрецептурные) - это такие лекарства, как аспирин, которые не требуют назначения врача. Управление по санитарному надзору за качеством пищевых продуктов и медикаментов имеет список примерно из 800 таких одобренных ингредиентов, которые объединяются различными способами для создания более 100 000 безрецептурных лекарственных препаратов. Многие ингредиенты безрецептурных лекарств ранее были одобрены рецептурными препаратами, которые теперь считаются достаточно безопасными для использования без наблюдения врача, как ибупрофен.

#### Лечение Эболы
В 2014 году Управление по санитарному надзору за качеством пищевых продуктов и медикаментов добавило лечение Эболы, разрабатываемое канадской фармацевтической компанией Tekmira, в программу Fast Track, но остановило испытания фазы 1 в июле в ожидании получения дополнительной информации о том, как работает препарат. Это было широко признано все более важным перед лицом крупной вспышки болезни в Западной Африке, которая началась в конце марта 2014 года и закончилась в июне 2016 года.

#### Тестирование на коронавирус (COVID-19)
Во время пандемии коронавируса Управление по санитарному надзору за качеством пищевых продуктов и медикаментов выдало разрешение на экстренное использование средств индивидуальной защиты (СИЗ), диагностического оборудования in vitro, аппаратов искусственной вентиляции легких и других медицинских устройств.
18 марта 2020 года инспекторы Управления по санитарному надзору за качеством пищевых продуктов и медикаментов отложили большинство инспекций иностранных объектов и все внутренние регулярные инспекции объектов надзора. Напротив, Служба безопасности и проверки пищевых продуктов Министерства сельского хозяйства США (FSIS) продолжила инспекции мясокомбинатов, в результате которых 145 полевых сотрудников FSIS дали положительный результат на COVID-19, а трое умерли.

### Вакцины, препараты крови и тканей, биотехнология
Центр оценки и исследований биологических препаратов является филиалом FDA, ответственным за обеспечение безопасности и эффективности биологических терапевтических средств. К ним относятся кровь и продукты крови, вакцины, аллергены, клеточные и тканевые продукты, а также продукты генной терапии. Новые биологические препараты должны пройти процедуру предварительного утверждения на рынке, называемую Заявкой на получение лицензии на биологические препараты (BLA), аналогичную заявке на лекарственные препараты.
Первоначальный орган государственного регулирования биологических продуктов был учрежден Законом о контроле за биологическими препаратами 1902 года, а дополнительные полномочия - Законом о государственной службе здравоохранения 1944 года. Наряду с этими законами Федеральный закон о продуктах питания, лекарствах и косметике распространяется также на все биологические продукты. Первоначально орган, ответственный за регулирование биологических продуктов, находился в ведении Национальных институтов здравоохранения; эти полномочия были переданы Управлению по санитарному надзору за качеством пищевых продуктов и медикаментов в 1972 году.

### Медицинские и радиоизлучающие устройства
Центр устройств и радиологического здоровья (CDRH) является филиалом FDA, ответственным за премаркет всех медицинских изделий, а также за надзор за производством, производительностью и безопасностью этих устройств. Определение медицинского устройства дано в Законе FD&C, и оно включает в себя продукты от простой зубной щетки до сложных устройств, таких как имплантируемые нейростимуляторы. CDRH также контролирует безопасность немедицинских устройств, излучающих определённые типы электромагнитного излучения. Примеры устройств, регулируемых CDRH, включают сотовые телефоны, оборудование для досмотра багажа в аэропортах, телевизионные приемники, микроволновые печи, солярии и лазерные изделия.
Регулирующие полномочия CDRH включают полномочия требовать определённых технических отчетов от производителей или импортеров регулируемой продукции, требовать, чтобы излучающая радиацию продукция соответствовала обязательным стандартам безопасности, объявлять регулируемую продукцию дефектной и отдавать приказы об отзыве дефектной или несоответствующей продукции. CDRH также проводит ограниченное количество прямых испытаний продукции.

#### "FDA-Cleared" vs "FDA-Approved"
Запросы на разрешение требуются для медицинских устройств, которые доказывают, что они "по существу эквивалентны" предикатным устройствам, уже представленным на рынке. Утвержденные запросы касаются новых или существенно отличающихся товаров, которые должны демонстрировать "безопасность и эффективность", например, они могут быть проверены на безопасность в случае новых токсичных опасностей. Оба аспекта должны быть доказаны или предоставлены заявителем, чтобы обеспечить соблюдение надлежащих процедур.

### Косметика
Косметика регулируется Центром безопасности пищевых продуктов и прикладного питания, тем же отделением FDA, которое регулирует продукты питания. Косметические продукты, как правило, не подлежат предпродажному одобрению FDA, если только они не делают "структурные или функциональные заявления", которые превращают их в лекарства. Однако все цветовые добавки должны быть специально одобрены FDA, прежде чем производители смогут включить их в косметические продукты, продаваемые в США. FDA регулирует маркировку косметики, и косметика, которая не была проверена на безопасность, должна иметь предупреждение на этот счет.
По данным отраслевой информационно-пропагандистской группы Американского совета по науке и здравоохранению (ACSH), хотя косметическая промышленность в основном отвечает за обеспечение безопасности своей продукции, FDA также имеет право вмешиваться, когда это необходимо для защиты общественности, но в целом не требует предварительного одобрения рынка или тестирования. ACSH говорит, что компании обязаны размещать предупреждающую записку на своих продуктах, если они не были протестированы, и что эксперты по обзору косметических ингредиентов также играют определённую роль в мониторинге безопасности через влияние на использование ингредиентов, но также не имеют юридических полномочий. По данным ACSH, в целом организация рассмотрела около 1200 ингредиентов и предложила ограничить несколько сотен, но не существует стандартного или системного метода проверки химических веществ на безопасность и четкого определения того, что подразумевается под "безопасностью", чтобы все химические вещества тестировались на одной и той же основе.

### Ветеринарные продукты
Центр ветеринарной медицины (CVM) - это центр FDA, который регулирует пищевые добавки и лекарства, которые дают животным. CVM регулирует лекарства для животных, корм для животных, включая домашних животных, и медицинские приборы для животных. Требования FDA по предотвращению распространения губчатой энцефалопатии крупного рогатого скота также вводятся CVM через инспекции производителей кормов. CVM не регулирует вакцины для животных; ими занимается Министерство сельского хозяйства США.

### Табачные изделия
FDA регулирует табачные изделия с полномочиями, установленными Законом о профилактике семейного курения и борьбе против табака 2009 года. Этот закон требует цветных предупреждений на пачках сигарет и печатной рекламе, а также текстовых предупреждений от Генерального хирурга США.
Девять новых графических предупреждающих этикеток были объявлены FDA в июне 2011 года и должны были появиться на упаковке к сентябрю 2012 года. Дата реализации проекта неизвестна из-за продолжающегося разбирательства по делу R. J. Reynolds Tobacco Co. v. U. S. Food and Drug Administration. R. J. Reynolds, Lorillard, Commonwealth Brands, Liggett Group и Santa Fe Natural Tobacco Company подали иск в Вашингтон, округ Колумбия. Федеральный суд утверждает, что графические этикетки являются неконституционным способом заставить табачные компании участвовать в антитабачной пропаганде от имени правительства.
Адвокат Первой поправки Флойд Абрамс представляет табачные компании в этом деле, утверждая, что требование графических предупреждающих этикеток на законном продукте не может выдержать конституционного контроля. Ассоциация национальных рекламодателей и Американская рекламная федерация также подали заявление в суд, утверждая, что этикетки нарушают коммерческую свободу слова и могут привести к дальнейшему вмешательству правительства, если их оставить без ответа. В ноябре 2011 года федеральный судья Ричард Леон из США Окружной суд округа Колумбия временно приостановил выпуск новых этикеток, вероятно, отложив выполнение требования о том, чтобы табачные компании демонстрировали эти этикетки. Верховный суд США в конечном счете мог бы решить этот вопрос.
В июле 2017 года FDA объявило о плане, который позволит снизить текущий уровень никотина, разрешенного в табачных сигаретах.

### Международное сотрудничество
В феврале 2011 года президент США Барак Обама и премьер-министр Канады Стивен Харпер опубликовали "Декларацию об общем видении безопасности периметра и экономической конкурентоспособности" и объявили о создании Канадско-Американского Совета по сотрудничеству в области регулирования (RCC) "для повышения прозрачности регулирования и координации между двумя странами".
В соответствии с мандатом RCC FDA и Health Canada предприняли "первую в своем роде" инициативу, выбрав "в качестве первой области согласования показания к простуде для некоторых безрецептурных антигистаминных ингредиентов (GC 2013-01-10)".
Более поздним примером международной работы FDA является их сотрудничество в 2018 году с регулирующими и правоохранительными органами по всему миру через Интерпол в рамках операции Pangea XI. FDA нацелилось на 465 веб-сайтов, которые незаконно продавали потенциально опасные, неутвержденные версии опиоидных, онкологических и противовирусных рецептурных препаратов американским потребителям. Агентство сосредоточилось на схемах отмывания транзакций, чтобы раскрыть сложную онлайн наркосеть.